# خورشیدگرفتگی ۱۴ ژانویه ۱۹۰۷
خورشیدگرفتگی ۱۴ ژانویه ۱۹۰۷ (به انگلیسی: Solar eclipse of January 14, 1907) یک خورشیدگرفتگی از نوع خورشیدگرفتگی کامل است. این خورشیدگرفتگی در تاریخ ۱۴ ژانویه ۱۹۰۷ میلادی (‎۲۳ دی ۱۲۸۵ خورشیدی) روی داد که زمان اوج آن، ساعت ۶:۰۵:۴۳ به‌وقت ساعت هماهنگ جهانی بوده‌است و مدت زمان این خورشیدگرفتگی ۲ دقیقه و ۲۵ ثانیه بود.